# Charles Laeser
Charles Laeser, né le 12 septembre 1879 à Genève et mort le 28 juillet 1959 dans la même ville, est un cycliste suisse.

## Biographie
Il fut le premier vainqueur non-français d’une étape du Tour de France.

## Palmarès
- 1903
  - 4e étape du Tour de France
  - Champion de Suisse de demi-fond

### Résultats sur le Tour de France
- 1903 : abandon (3e étape), vainqueur de la 4e étape[Note 1].
- 1904 : abandon (1re étape).